# Nicasio Ruiz de Olavarría
Nicasio Ruiz de Olavarría; (Santiago, 22 de junio de 1849 - Arica, 17 de abril de 1931). Profesor y político liberal chileno.

## Actividades Profesionales
Estudió en el Colegio San Ignacio y en la Universidad de Chile, donde se tituló de Profesor de Castellano. Emigró en 1880 a Iquique, donde hizo clases en preparatoria. Se dedicó a la política y la docencia en su estadía en el norte.

## Actividades Políticas
Miembro del Partido Liberal, del cual llegó a ser dirigente de la colectividad en Tarapacá. 
Fue elegido regidor del municipio de Arica (1886) y Alcalde de la ciudad (1889), junto a Carlos Weglin y Antonio Mancilla como regidores, constituyendo el primer Cabildo de Arica, desde que pasó a ser una ciudad chilena tras la Guerra del Pacífico.
Con la promulgación de la  Ley de Organización y Atribuciones de las Municipalidades, fue elegido Alcalde de Arica (1891-1894), siguiendo las nuevas normativas de elección.
Participó de la creación de la Masonería "Morro de Arica", formando parte de la dirección de ésta en 1893, llegando a ser Venerable Maestro en 1895.
Había sido reelecto Alcalde (1894-1897), sin embargo debió salir de la zona por persecuciones contra la Logia a la cual pertenecía, huyendo a Perú en 1896 y fue reemplazado por Antonio Mancilla, por el período restante de un año.
Retornó a Chile en 1901, desembarcando en Valparaíso donde se radicó y se dedicó al comercio. En 1909 volvió al norte, instalándose en Iquique, donde dirigió nuevamente el Partido Liberal y participó de la campaña senatorial de Arturo Alessandri Palma por Tarapacá (1915).